# West End (Vancouver)
Pour les articles homonymes, voir West End (homonymie).
West End est un quartier de la ville de Vancouver, en Colombie-Britannique, au Canada. Il se situe entre le parc Stanley (Stanley Park) et le centre-ville (Downtown). Il est bordé d'eau sur trois côtés
Beaucoup d'étudiants et de jeunes vivent dans ce quartier. Elle intègre aussi le « Davie Village », où la communauté gay y est importante.

## Édifices religieux

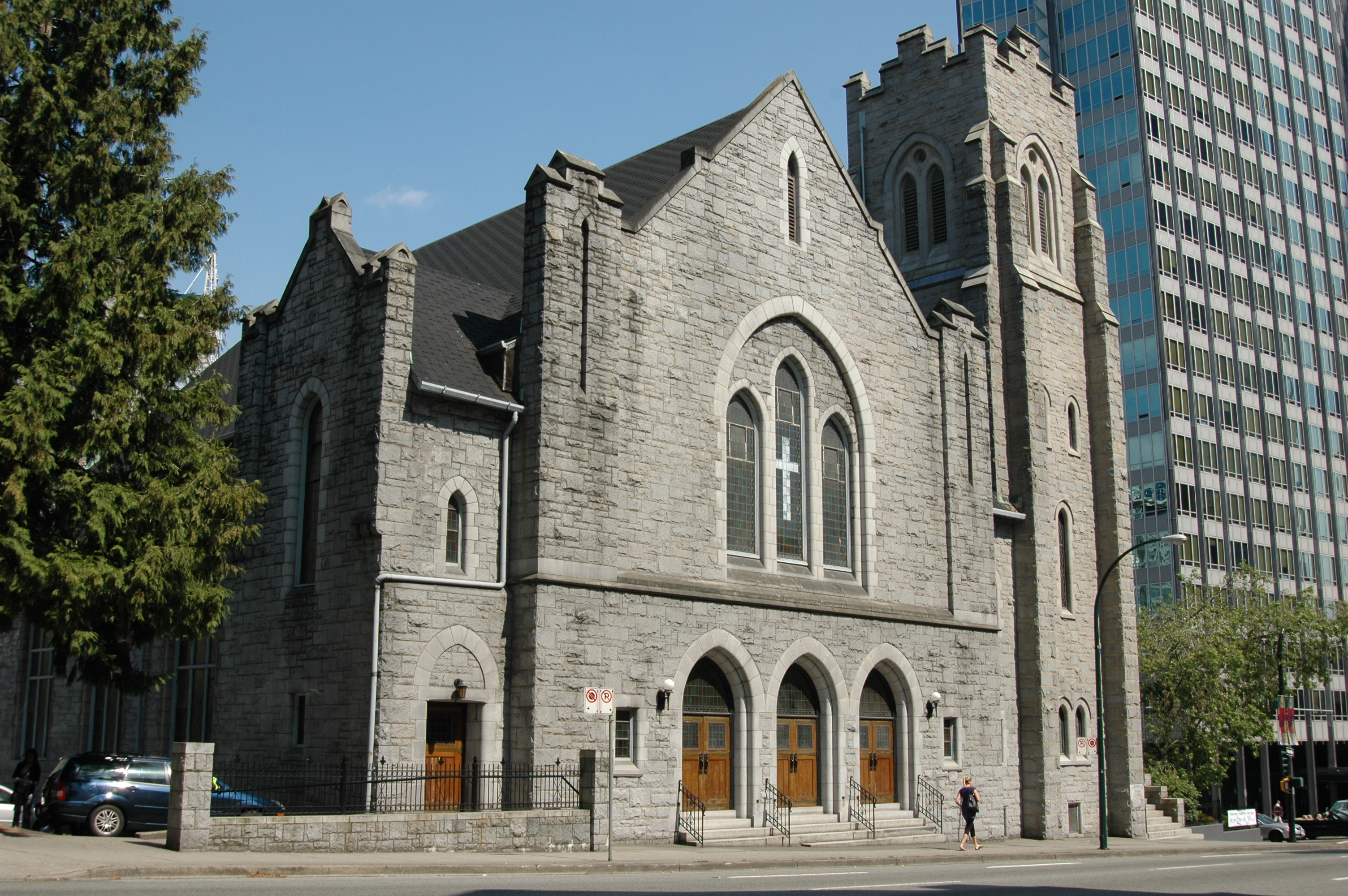
Bâtiment de la First Baptist Church of Vancouver

- First Baptist Church of Vancouver (Canadian Baptists of Western Canada, une région des Ministères baptistes canadiens)
- Guardian Angels Church (Église catholique au Canada)